# Josef Novak (Politiker, 1820)
Josef Novak (* 10. Februar 1820 in Hollenburg/Kotmara; † 26. März 1878 in Völkermarkt) war ein österreichischer Bürgermeister, Kaufmann und Politiker.

## Leben
Novak war der Sohn des Pflegers auf der Hollenburg Franz Novak (1778–1853) und dessen Ehefrau Theresia geb. Konrad (1789–1860). Franz Novak war sein Bruder. Er war römisch-katholisch und heiratete am 27. Januar 1842 Rosalia Jölly verw. Tonitz (* 29. Juli 1819; † 29. Januar 1880). Aus der Ehe gingen fünf Töchter und drei Söhne hervor.
Novak machte eine Kaufmannslehre und lebte als Kaufmann in Völkermarkt. Vom 1. Juli 1850 bis zum 10. September 1864 war er der erste gewählte Bürgermeister der Stadt Völkermarkt. Vom 6. April 1861 bis zu seinem Rücktritt am 14. April 1869 war er Abgeordneter im Kärntner Landtag. 1860 wurde er mit dem Goldenen Verdienstkreuz ausgezeichnet.